# Джамалов, Хулкар Баходирович
Хулкар Баходирович Джамалов — советский хозяйственный, государственный и политический деятель.

## Биография
Родился в 1930 году. Член КПСС.
С 1953 года — на хозяйственной, общественной и политической работе. В 1953—1999 гг. — мастер Ташкентского авиационного производственного объединения им, В. П. Чкалова, начальник конструкторского бюро цеха, заведующий сектором отдела тяжелой промышленности и машиностроения, инспектор отдела организационно-партийной работы ЦК Компартии Узбекистана, первый секретарь Бухарского горкома КП Узбекистана, председатель Бухарского областного Совета профсоюзов, глава Федерации профсоюзов Узбекистана.
Избирался депутатом Верховного Совета Узбекской ССР 10-го созыва, Олий Мажлиса Узбекистана (1995—1999).
Умер после 1999 года.